# Maarkebeek
De Maarkebeek is een beek in de Vlaamse Ardennen in de gemeente Maarkedal.
De Maarkebeek heeft een lengte van 13,4 km en loopt doorheen de Maarkebeekvallei en vormt samen met haar zijbeken Pauwelsbeek en Nederaalbeek, de natuurlijke verbinding tussen de getuigenheuvels van de Vlaamse Ardennen en de vallei van de Bovenschelde.
De bron van de Maarkebeek situeert zich in het Waals Gewest (gemeenten Elzele en Vloesberg). Het centrale deel strekt zich uit over de gemeente Maarkedal. Het stroomgebied in het noordoosten en noorden overlapt de gemeenten Sint-Maria-Horebeke en Sint-Kornelis-Horebeke, ten oosten het grondgebied Zegelsem (Brakel) en in het zuiden door Ronse. De Maarkebeek mondt uit in de Schelde te Leupegem (Oudenaarde). De oppervlakte van het stroomgebied van de Maarkebeek bedraagt 53,6 km². Slechts 1,9 km van de Maarkebeek is geklasseerd als onbevaarbare waterloop.
De Maarkebeek heeft drie belangrijke zijbeken langs de linkeroever, de Pauwelsbeek (Maarke-Kerkem), de Nederaalbeek en de Mariaborrebeek (Etikhove). Langs de rechteroever monden twee beken uit, de Krombeek en de Broekbeek (Schorisse). De bovenloop van de Maarkebeek wordt Molenbeek (of Meulebeek) genoemd. De Maarkebeek en haar zijlopen hebben een grote ecologische waarde. Langs de waterlopen zijn boskernen en graslanden aanwezig met een grote biodiversiteit aan fauna en flora.
Op de beek bevonden zich heel wat watermolens waarvan nog een aantal bewaard zijn gebleven. De Nonnemolen (Leupegem), de  Kasteelmolen te Schorisse (maalvaardig), de Ladeuzemolen te Etikhove, de Romansmolen, Ter Borgtmolen (maalvaardig) en Het Schampkot (enkel nog ruïne) te Maarke-Kerkem.
In het verleden waren er regelmatig overstromingsproblemen in het stroomgebied van de Maarkebeek. Daarom werden er vier overstromingsgebieden aangelegd te Maarkedal, aan de Kasteelmolen, Romansmolen, Borgtmolen en ter hoogte van de Pauwelsbeek. Er zal ook tegen einde 2015 een beleid uitgestippeld worden om de vismigratie door middel van vistrappen ter hoogte van deze watermolens te bevorderen.